# Tòa nhà

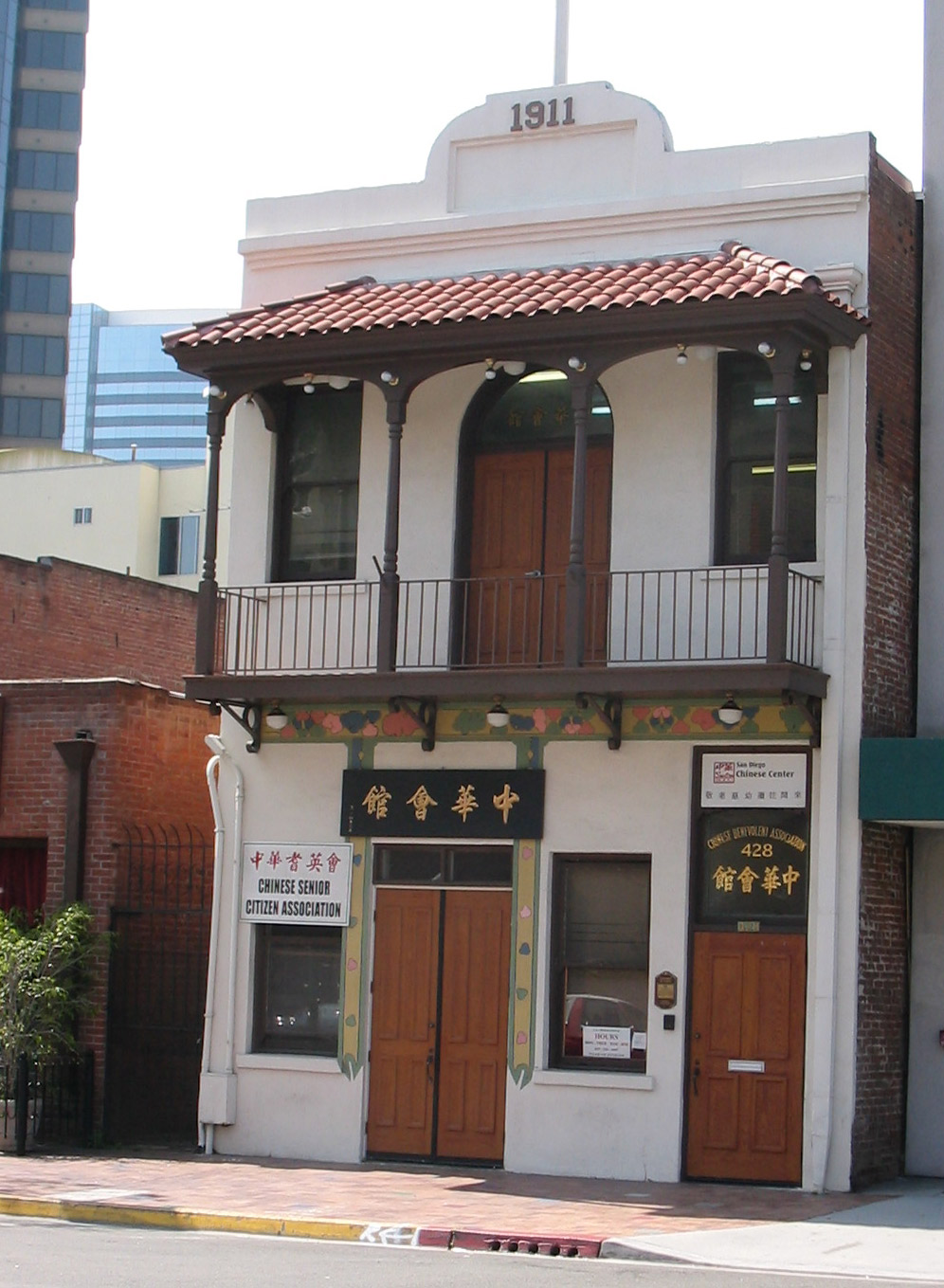
Một tòa nhà

Tòa nhà là tên gọi chỉ chung cho những công trình kết cấu vật chất được xây dựng bởi con người và được xây dựng theo những công nghệ, kiến trúc xây dựng, và kỹ thuật nhất định để sử dụng vào các mục đích khác nhau. Tòa nhà thường được coi là một tài sản bất động sản. Tòa nhà cũng có thể là bất kỳ cấu trúc nhân tạo được sử dụng hoặc có ý định để hỗ trợ hoặc trú ẩn hoặc một hành vi xây dựng cụ thể.
Tòa nhà có thể là những ngôi nhà ở (nhà lầu, nhà tranh, biệt thự.....) hoặc những công trình phục vụ cho kinh doanh, thương mại như siêu thị, trung tâm thương mại, các tòa tháp thương mại, các cửa hàng bách hóa cho đến những cửa hàng nhỏ hơn. Các tòa nhà phục vụ nhu cầu của xã hội - chủ yếu là nơi trú ẩn khi thời tiết không thuận lợi hay là không gian sống chung hoặc không gian sống riêng tư, để lưu trữ đồ dùng, sống và làm việc. Tòa nhà sơ khai đầu tiên được người thượng cổ xây dựng các đây khoảng 500.000 năm.
Tòa nhà được xác định gồm:
- Là một cấu trúc kỹ thuật xây dựng như căn nhà, trung tâm tôn giáo, vv Các nhà có nền móng, tường, mái... bảo vệ con người và tài sản của mình từ tác động trực tiếp khắc nghiệt của thời tiết như mưa, gió, nắng gắt vv
- Các hoạt động xây dựng, lắp đặt, hoặc thiết kế bố trí...
- Kỹ thuật xây dựng các dinh thự, hoặc kiến trúc dân dụng..., như một ngôi nhà, nhà thờ, lâu đài, trường học, sân vận động,...